# ریگ یلان

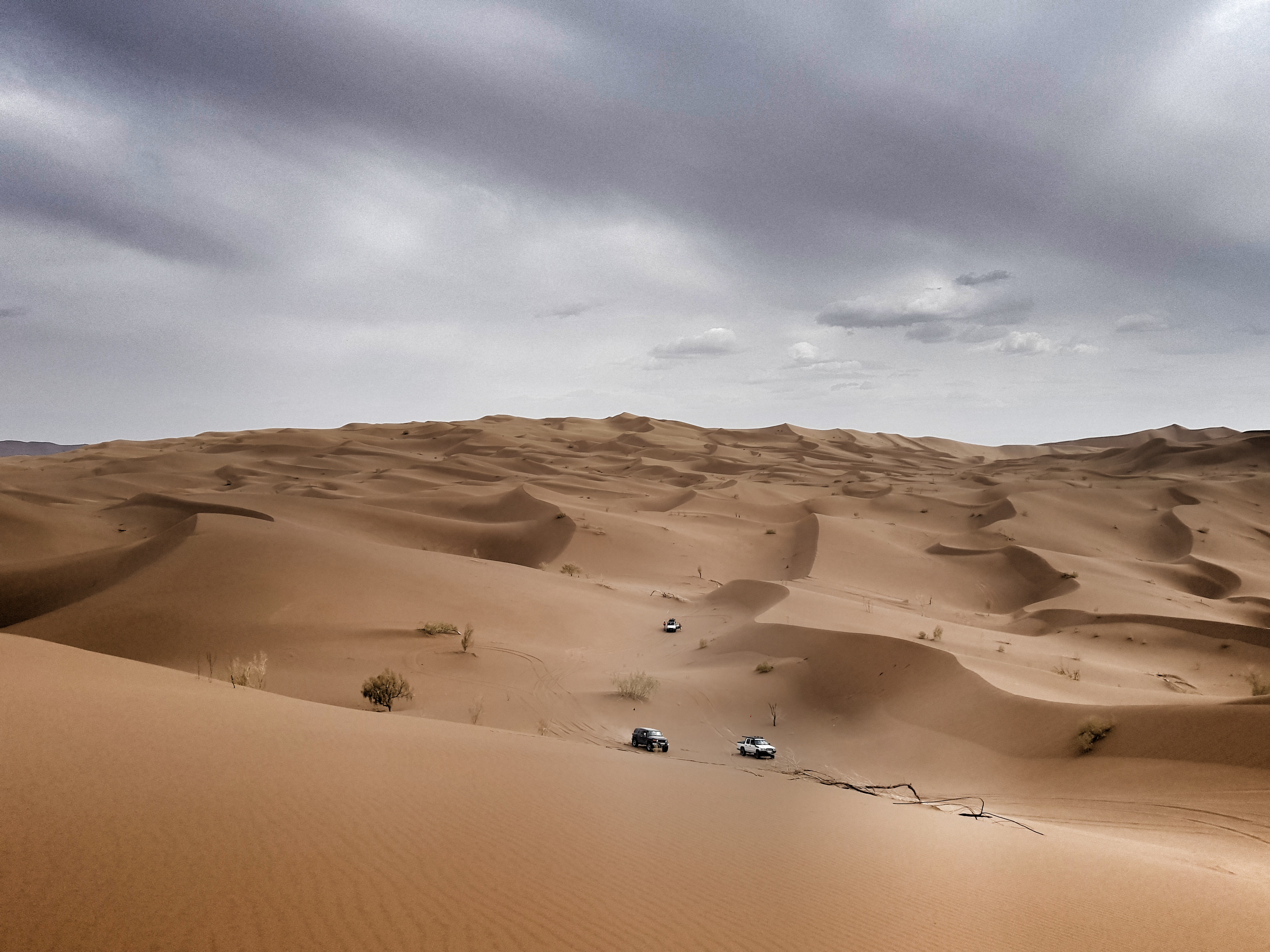
بزرگ ریگ لوت

ریگ یلان پهنه ماسه‌ای وسیعی است که در شرق استان کرمان، شمال غربی استان سیستان و بلوچستان و جنوب استان خراسان جنوبی قرار دارد. نقطه تلاقی این سه استان در ناحیه‌ای در نزدیکی شمال ریگ یلان قرار دارد. ریگ یلان شکلی شبیه به مستطیل و گستره‌ای شمالی- جنوبی دارد. فاصله شمال تا جنوب این ریگ حدود ۱۵۰ کیلومتر و فاصله شرقی- غربی آن حدود ۷۰ کیلومتر است. این ریگ از غرب به چاله مرکزی لوت، از شمال به ده سلم، از شرق به نصرت‌آباد، ارتفاعات اسپی و اوخوران و از جنوب و جنوب غربی به لوت زنگی احمد و کال شور لوت محدود می‌گردد و تا بلوچ آب ادامه می‌یابد. ارتفاع کف دشت از سطح آب‌های آزاد در نواحی حاشیه غربی ریگ یلان، در حدود ۵۵۰ متر و در نواحی شرقی در حدود ۸۳۰ متر است.
تپه‌های ماسه‌ای این منطقه از خانواده تپه‌های عرضی بوده و اساساً از رشته‌های نامتقارن تشکیل شده‌است؛ و تقریباً اکثر اشکال تراکمی ماسه مانند برخان در شرق ریگ، ریپل مارک‌ها، تپه‌های طولی در جنوب غرب ریگ و عرضی در شرق ریگ، هرم‌های ماسه ای به هم پیوسته (جنوب ریگ) و تپه‌های ماسه ای قیفی شکل در وسط ریگ دیده می‌شود.

## پیشینه مطالعاتی
از دیرباز بسیاری از محققان داخلی و خارجی تمایل داشته‌اند که به ریگ یلان سفر کنند اما به دلیل پیچیدگی عوارض زمین‌شناسی و موانع طبیعی بسیار سخت، تنها تئودور مونو و احمد مستوفی موفق شدند از ۱۸ تا ۲۱ مارس ۱۹۶۹ میلادی به بخش کم‌ارتفاع جنوب شرقی ریگ یلان وارد شوند.
همچنین فرج‌الله محمودی استاد ژئومورفولوژی دانشگاه تهران در طول سال‌های ۱۳۴۷ تا ۱۳۵۱ خورشیدی در طرح مشترک بررسی مناطق خشک با همکاری دانشگاه تهران و دانشگاه سوربن فرانسه حضور داشت و با ارائه کتاب ریگ‌زارهای مهم ایران، تلاش مؤثری در معرفی زمین‌چهره‌های ماسه بادی کشور به عمل آورد. فرج‌الله محمودی با کمک تصاویر و نقشه‌های هوایی به این نتیجه رسید که در ریگ یلان بلندترین تپه‌های ماسه بادی دنیا قرار دارد.

## ویژگی‌ها
- بلندترین تپه‌های ماسه‌ای دنیا با بیش از ۴۷۵ متر ارتفاع نسبی در ریگ یلان وجود دارد.
- قطب حرارتی زمین با بیش از ۷۰ درجه سلسیوس در جنوب غربی ریگ یلان واقع شده‌است.[۴]